# Naviplane N300
Le Naviplane N300 était un aéroglisseur conçu en France à la fin des années 1960 par la Société d'étude et de développement des aéroglisseurs marins (SEDAM). Conçu pour le transport rapide de passagers et de véhicules, il a été exploité à titre expérimental à partir de 1969, d'abord sur la Côte d'Azur, reliant notamment Nice et Saint-Tropez, puis dans l’estuaire de la Gironde. Capable de naviguer à la fois sur terre et sur eau, le N300 offrait des vitesses supérieures à celles des navires traditionnels . Cependant, son exploitation a rencontré des limites dues à des contraintes opérationnelles, telles qu'un niveau sonore élevé, une capacité réduite par rapport aux ferries conventionnels, et plusieurs incidents techniques. Utilisé jusqu’en 1975, principalement pour des liaisons régionales et des démonstrations, le Naviplane N300 n’a pas abouti à une exploitation commerciale durable.

## Développement
En 1965, Jean Bertin fonde la Société d'étude et de développement des aéroglisseurs marins (SEDAM), implantée à Marignane. Dès ses débuts, l’entreprise a été fondée avec pour objectif de développer un Naviplane de taille moyenne. Pour la SEDAM, les Naviplanes offrent un fort potentiel grâce à leur caractère amphibie et leur indépendance des infrastructures portuaires coûteuses.
Ainsi est né le Naviplane N300, un véhicule à coussin d’air destiné à des usages civils et militaires. Ce projet a été précédé par une série d’études et de prototypes, notamment le Naviplane expérimental N101. Conçu comme une maquette, le N101 a permis de tester et d’affiner les concepts techniques ainsi que les applications potentielles du modèle final. Ce prototype, pesant 450 kg, avait des dimensions et des performances calibrées pour la phase expérimentale. Il pouvait franchir des obstacles de 40 cm et atteignait une vitesse maximale de 50 à 60 km/h en eau calme. Les performances du N101 ont été présentées lors de démonstrations publiques, permettant à la fois de valider les aspects techniques du concept et de capter l’attention des autorités civiles et militaires.
Construit dans les ateliers de Bayonne-Anglet, le Naviplane N300-01, baptisé Baie des Anges, est le premier aéroglisseur commercial conçu en France. Achevé fin 1967, il a commencé ses essais statiques le 1er décembre de la même année. Destiné au transport rapide de fret, il a été officiellement dévoilé à la presse en 1968. Le Baie des anges est embarqué à Bayonne sur la barge Bidassoa de la Marine nationale, en direction du centre d'essais de la SEDAM sur l'Étang de Berre, via Gibraltar. En mars, le Naviplane N300-02, La Croisette sort de l'usine et, en juin, est chargé sur le cargo Marie-France à destination de Berre. Par la suite, le Baie des Anges a réalisé une série d'essais dynamiques sur l'étang de Berre, visant à évaluer ses performances techniques et opérationnelles avant son entrée en service. 
En août et septembre 1968, la SEDAM. a organisé des présentations à Berre pour dévoiler les deux premiers exemplaires du Naviplane français, les modèles N-300-01 et N-300-02, avant leur mise en service sur la Côte d’Azur. Ces aéroglisseurs ont réalisé des démonstrations sur l’étang de Berre, mettant en avant leur maniabilité à travers des manœuvres telles que des dérapages contrôlés et des déplacements en marche arrière. Ces événements ont réuni des représentants militaires de haut rang, le délégué ministériel à l’armement, plusieurs amiraux, des ingénieurs, des experts techniques, ainsi que des journalistes.
En février 1969, le Naviplane N300 fait l’objet de tests militaires au Centre d’Expérimentations Pratiques de l’Aéronavale (CEPA) à Fréjus-Saint-Raphaël. Ces essais visent à évaluer son potentiel pour des applications militaires, notamment en matière de transport rapide, d’assaut amphibie et de soutien logistique. Les deux exemplaires de N300 sont soumis à des évaluations, incluant leur embarquement sur des navires de type TCD, leur capacité de débarquement amphibie et leur manœuvrabilité en conditions opérationnelles. La SEDAM avait envisagé des améliorations techniques, comme l’ajout de réacteurs d’appoint pour permettre à l’aéroglisseur de franchir des obstacles terrestres  en réalisant des sauts de puce. Cependant, ces développements sont restés à l’état de concept et n’ont pas abouti à une mise en œuvre opérationnelle.

## Exploitation commerciale

### Cote d'Azur
Le Naviplane N300 Baie des Anges a été le premier de sa série à entrer en service. Il a débuté son exploitation commerciale expérimentale le 1er mai 1969 sur la Côte d'Azur, reliant Nice à Saint-Tropez. Le second Naviplane, La Croisette, commença son exploitation un mois plus tard, le 1er juin 1969 reliant Nice, Sanremo, Cannes, Fréjus et Saint-Tropez. Avant cette mise en service, le navire a été baptisé le 18 février 1969 sur la base aérienne de Berre, lors d'une cérémonie en présence du ministre des Transports, Jean Chamant .
Pour gérer l'exploitation et promouvoir ses Naviplanes, la SEDAM a créé la Société des Naviplanes de la Côte d'Azur. Issue d’un partenariat entre et plusieurs acteurs économiques tels que la Compagnie Générale Transatlantique, Total, des établissements financiers comme la Caisse Centrale de Crédit Hôtelier et les Banques Populaires de la région, ainsi que Héli-Union.
Les N300 étaient exploités principalement pendant la saison touristique. Après une année d’activité sur la Côte d’Azur, les deux Naviplanes ont enregistré 25 000 kilomètres effectués et 20 000 voyageurs embarqués en service régulier, sans inclure les nombreux contrats ponctuels réalisés pour diverses sociétés. Le Naviplane, a rencontré un succès croissant grâce à sa rapidité et à sa capacité à contourner les embouteillages, notamment pour les liaisons avec l’aéroport de Nice. Conçu principalement pour le transport rapide, le naviplane n’était pas destiné au secteur du tourisme de luxe, en raison de certains inconvénients tels que son bruit important et son confort sommaire. Au cours de la deuxième saison d'exploitation, en 1970, des expérimentations sont réalisées pour évaluer le potentiel des navettes maritimes reliant plusieurs villes, notamment Saint-Raphaël et Saint-Tropez. Ces essais incluent des baptêmes pour les passagers, ainsi que des liaisons effectuées tôt le matin et tard le soir entre l’aérodrome de Nice et Saint-Tropez.
Après sa deuxième saison d’exploitation sur la Côte d’Azur, le N300 Baie des Anges est acheminé au port de Nice le 26 septembre 1970 pour être transféré vers Le Havre. L’opération débute dans la matinée avec l’intervention d’une grue de 150 tonnes qui extrait l’aéroglisseur de l’eau et le dépose sur le quai. Sur le quai, la jupe périphérique de l’aéroglisseur est démontée et conditionnée, une opération nécessaire pour permettre son chargement à bord du cargo en vue de son transfert.
Le bilan des N300 après leur exploitation expérimentale sur la Côte d’Azur s’avère globalement satisfaisant. Malgré des contraintes météorologiques limitant leur navigation à des vents de 20 nœuds et des creux d’un mètre, leur rapidité et leur manœuvrabilité ont assuré une exploitation sécurisée, sans accidents majeurs, malgré un trafic côtier dense. Les incidents mineurs, principalement liés aux jupes (60 % des cas), n’ont pas compromis l’expérience. Cependant, les annulations causées par le vent (15 % des trajets) et la crise pétrolière ont conduit à l’arrêt de cette exploitation.

### Normandie
Le 26 septembre 1970, le Baie des Anges réalise une traversée inaugurale entre Le Havre et Trouville, en Normandie. Pour l’occasion, le Naviplane transporte 90 passagers à une vitesse de 100 km/h, parcourant les 10 kilomètres de l’estuaire en seulement douze minutes. Cet démonstration suscite l'intérêt, attirant une foule nombreuse tant au départ qu’à l’arrivée sur la plage de Trouville. En réponse à l’intérêt suscité, la société Trans-Seine a étudié la faisabilité d’une liaison saisonnière entre Le Havre, Trouville et Deauville. Pendant une semaine, le naviplane est présenté au public et aux éventuels partenaires commerciaux à travers des démonstrations et des baptêmes de navigation. Ces essais s’inscrivent dans le cadre d’une réflexion plus large sur l’établissement d’une liaison régulière par aéroglisseur entre les trois villes.
Le 26 octobre 1970, une démonstration est organisée dans la rade du Havre, mettant en scène le Baie des Anges  aux côtés du paquebot France . Cette opération, soigneusement planifiée, vise à présenter les performances et la maniabilité de l’aéroglisseur devant les passagers du paquebot à l’approche du port. Le N300 effectue plusieurs manœuvres autour du navire, illustrant son potentiel pour des liaisons locales rapides.Le lendemain, le Naviplane est mobilisé pour une réunion symbolique réunissant les maires de Deauville, Trouville, Honfleur et Le Havre. Cette rencontre à bord de l’aéroglisseur a pour objectif d’explorer les opportunités d’intégrer ce mode de transport novateur dans le cadre des liaisons régionales.
Cependant, après une analyse approfondie tenant compte de facteurs tels que la viabilité économique, les contraintes météorologiques et le potentiel de demande touristique, le projet n’a finalement pas été concrétisé.

### Gironde
Après des essais réussis dans la baie de Seine, le Naviplane N300 Baie des Anges fit ses débuts sur la Garonne le 28 octobre 1970. Les premières démonstrations consistèrent à relier les quais de Bassens et ceux de Bordeaux en seulement six minutes, à une vitesse de 80 km/h.
Le 31 octobre 1970, le Naviplane N300 fut officiellement présenté au maire de Bordeaux, Jacques Chaban-Delmas. Manifestant son enthousiasme pour cette innovation technologique, il en souligna le potentiel pour des applications commerciales et évoqua la possibilité d’un soutien gouvernemental pour accompagner son développement si nécessaire. Parallèlement, le Conseil général de la Gironde étudiait la possibilité d’utiliser le N300 pour remplacer l’un des bacs assurant la liaison entre Le Verdon et Royan. Dans ce cadre, plusieurs conseillers généraux prirent part, le 2 novembre, à une croisière d’information à bord du Baie des Anges. L’itinéraire les conduisit de Bordeaux à Royan, en passant par Pauillac et Le Verdon, avant de regagner Bordeaux.
Dans l'ensemble, les démonstrations du N300 ont convaincu les conseillers généraux, bien que quelques réserves aient été soulevées. À la fin de l'année, le Naviplane N300 "Baie des Anges" assurait les traversées quotidiennes entre Blaye, Lamarque et Pauillac sur l’estuaire.
A la fin de l'année 1971, le Naviplane N300 Baie des Anges fut acquis par le département de la Gironde et adapté pour fonctionner en complément d'un bac traditionnel afin d'assurer la liaison entre Blaye et Lamarque, ainsi que pour relier Pauillac et, occasionnellement, Bordeaux, vers une plate-forme située près du Pont d'Aquitaine. L’aéroglisseur, mettait seulement cinq minutes pour traverser l’estuaire de la Gironde. Au début de l'année 1972, le Baie des Anges fut modifié pour devenir une version mixte, capable de transporter jusqu’à cinq voitures et 40 passagers. Les véhicules étaient disposés en une seule rangée au centre de l’aéroglisseur, tandis que les passagers prenaient place confortablement de chaque côté.Le N300 opéra sur ces lignes de juillet 1971 à décembre 1975, réalisant 20 000 trajets et totalisant 4 000 heures de vol. Malgré son efficacité, le Conseil départemental choisit de revenir à un service basé sur un bac traditionnel en raison de plusieurs facteurs, dont les nuisances sonores et sa faible capacité de transport ne pouvait rivaliser avec celle du bac traditionnel (40 véhicules et 350 passagers).

### Cessations d'activité
À la suite de la cessation d'activité de l'entreprise SEDAM en 1982, une vente aux enchères est organisée 25 mai 1983 pour déterminer le sort des deux hydroglisseurs N300. Le Baie des Anges, est acquis par un restaurateur de Maubuisson qui ambitionne de le transformer en restaurant flottant sur le port de Pauillac. Cependant, ce projet ne se concrétise pas, en raison de l'impossibilité d'obtenir les autorisations nécessaires. Le second  La Croisette, est quant à lui acheté par un ferrailleur basé à Pauillac. Après leur acquisition, les deux Naviplanes restent entreposés dans un hangar sans trouver d'usage viable. Finalement, face à l'absence de perspectives de réhabilitation, ils sont démantelés à la fin de l'année 1983.

## Conception
Les deux navires de la série N300, reconnaissables à leur livrée blanche et bleue, se distinguaient par leurs dimensions de 24 mètres de long, 10,50 mètres de large et 7,50 mètres de haut, pour un poids total de 27 tonnes. Leur conception et leur utilisation présentaient des caractéristiques uniques adaptées à différents besoins.
La Croisette avait été conçu pour le transport de passagers et était équipé d’une cabine spacieuse pouvant accueillir de 80 à 100 personnes. Le Baie des Anges était destiné principalement au transport de fret, sans installation prévue pour accueillir des passagers, pouvant accueillir entre 6 et 8 voitures. Cette distinction, établie par la SEDAM, mettait en lumière les usages variés possibles pour le N300, qu'il s'agisse de la logistique et du transport de fret ou du déplacement de passagers, tout en conservant une conception unifiée au sein de la même série. Conçus avec des principes issus de l’aéronautique, leur structure et leur fonctionnement reflétaient une approche aérienne, favorisant la vitesse et la manœuvrabilité. Cependant, ils étaient classés comme navires par les règlements internationaux et nécessitaient une expertise maritime pour leur pilotage, notamment en raison des contraintes imposées par les conditions en mer, comme des vents de 20 nœuds et des creux d’un mètre.

### Motorisation
Le N300 est propulsé par deux turbines marines Turbomeca Turmo III N3, chacune développant une puissance continue de 1 250 chevaux. Chaque moteur entraîne deux ventilateurs de levage axial et une hélice à pas variable. Les ventilateurs de levage, composés de 11 pales et d’un diamètre de 1,9 mètre, alimentent l'air dans un système de jupe spécialement conçu par la SEDAM, constitué de huit jupes tronconique indépendantes. La propulsion est assurée par deux hélices à pas variable, avec réversibilité, qui fournissent la poussée nécessaire et, grâce à l'action différentielle sur le pas des hélices, permettent le contrôle en lacet. Des gouvernes aérodynamiques assurent la stabilité à grande vitesse, tandis que des hélices et des gouvernes marines relevables facilitent les manœuvres à faible vitesse. Les hélices et les ventilateurs sont entraînés par les turbines , via une transmission qui garantit la sécurité en cas de panne de l'un des moteurs. Ce système permet également de répartir la puissance entre les hélices et les ventilateurs en fonction des conditions maritimes.

### Coussin d'air
Le système de coussin d’air est basé sur une configuration de jupes composé de huit jupes intérieures de forme tronconique, de 4 mètres de diamètre chacune, inclinées vers l’arrière, et d’une jupe extérieure constituée de lobes tronconiques attachés à des cloisons. Cette jupe périphérique, mesurant 54 mètres de long, a été fabriquée par Kleber-Colombes. L’ensemble du dispositif est conçu pour assurer la stabilité, la portance et une répartition uniforme de l’air sous l’appareil.Pour améliorer l’expérience à pleine vitesse, un système a été intégré aux jupes  pour réduire les nuages d’embruns, qui pourraient gêner les évolutions de l’appareil.
En outre, une innovation majeure est l’ajout d’un train d’atterrissage sous les jupes, qui se dégonflent lorsqu'il atterrit, permettant au Naviplane de rouler sur des pistes ou des aires de stationnement, augmentant ainsi sa polyvalence sur terre.

### Structure
La structure du naviplane repose sur un caisson rigide et étanche, fabriqué en métal léger, auquel sont fixées les jupes et les aménagements spécifiques à chaque mission. Ce caisson agit comme flotteur en cas de panne de sustentation. La coque du N300 est construite à partir d'un alliage d’aluminium riveté, résistant à la corrosion et conçu selon les normes aéronautiques. Le noyau de la structure comporte trois compartiments étanches assurant la flottabilité. Les moteurs et transmissions sont disposés de chaque côté de la structure principale.

### Aménagement
La cabine de contrôle du N300 est située au-dessus de la zone du pont, offrant une excellente visibilité à 360 degrés. Elle peut accueillir un pilote et un copilote/navigateur. Le véhicule est contrôlé à l’aide d’un manche de pilotage à deux axes similaire à celui d'un avion, tandis que le réglage du pas collectif des hélices se fait par des mouvements avant-arrière, et le contrôle différentiel du pas des deux hélices est effectué via une roue. L’intérieur de la cabine passagers est aménagé pour garantir un confort des passagers. Le sol est recouvert de moquettes, et de larges baies vitrées permettent de profiter d’une vue dégagée. La disposition des 90 sièges s’organise en rangées de trois fauteuils, séparées par un couloir central. Un espace est prévu dans la cabine pour le rangement des bagages des passagers,. L’accès à l’appareil se fait par l’arrière, menant à une cabine insonorisée et bien éclairée, un espace est également prévu pour le rangement des bagages.